# Fotbal na Ostrovních hrách 2011
Ostrovní hry 2011 se hrály na Ostrově Wight. Hrál se dvanáctý ročník tohoto fotbalového turnaje, kterého se tentokrát zúčastnilo 15 reprezentací. Vítězem turnaje se stala domácí reprezentace, jednalo se již o druhý titul Ostrova Wight v historii. Poraženým finalistou a tedy stříbrným medailistou se stalo Guernsey. V zápase o třetí místo se utkali dva poražení semifinalisté, Jersey a Alandy. Zápas vyhrála reprezentace obhájce titulu, tedy Jersey, Alandy skončily na 4. pozici.

## Účastníci
| - Alandy - Alderney - Falklandské ostrovy - Gibraltar - Gotland - Grónsko - Guernsey - Jersey | - Menorca - Ostrov Man - Ostrov Wight - Rhodos - Saaremaa - Vnější Hebridy - Ynys Môn/Anglesey |

## Skupinová fáze

### Skupina A
| Poř. | Stát    | Z | V | R | P | VG | OG | Rozdíl | B |
| ---- | ------- | - | - | - | - | -- | -- | ------ | - |
| 1    | Jersey  | 3 | 3 | 0 | 0 | 6  | 1  | +5     | 9 |
| 2    | Menorca | 3 | 2 | 0 | 1 | 6  | 4  | +2     | 6 |
| 3    | Rhodos  | 3 | 1 | 0 | 2 | 2  | 6  | -4     | 3 |
| 4    | Grónsko | 3 | 0 | 0 | 3 | 4  | 7  | −3     | 0 |

- Reprezentace Rhodosu byla z turnaje diskvalifikována po svém druhém zápase díky nesportovní hře. Ve dvou zápasech byli ze hry vyloučeni 4 hráči. Poslední zápas Rhodosu byl kontumován výsledkem 3:0 pro Menorcu.[1][2][3]

| 26. červen 2011 15:00 (UTC+3)                |               |                    |                                              |
| Rhodos                                       | 2 - 1 (1 - 0) | Grónsko            | Vicarage Lane, Brading rozhodčí: Gary Sutton |
| Panagiotis Mathios 30' Panagiotis Pompou 55' |               | Pavia Mølgaard 86' | Vicarage Lane, Brading rozhodčí: Gary Sutton |

| 26. červen 2011 19:00 (UTC+3)   |               |         |                                                 |
| Jersey                          | 2 - 0 (0 - 0) | Menorca | Westwood Park, Cowes rozhodčí: James Linnington |
| Joe Murphy 70' Lucas Parker 88' |               |         | Westwood Park, Cowes rozhodčí: James Linnington |

| 27. červen 2011 19:00 (UTC+3)              |               |                                      |                                                  |
| Grónsko                                    | 2 - 3 (1 - 1) | Menorca                              | Beatrice Avenue, East Cowes rozhodčí: Gavin Ward |
| Pavia Mølgaard 38' John-Ludvig Broberg 65' |               | Ignasi Dalmedo 6' David Mas 51', 90' | Beatrice Avenue, East Cowes rozhodčí: Gavin Ward |

| 27. červen 2011 19:30 (UTC+3)    |               |        |                                                  |
| Jersey                           | 2 - 0 (0 - 0) | Rhodos | St. Georges Park, Newport rozhodčí: Keith Stroud |
| Ben Gallichan 71' Mark Lucas 90' |               |        | St. Georges Park, Newport rozhodčí: Keith Stroud |

| 28. červen 2011 19:00 (UTC+3) |               |                                          |                                              |
| Grónsko                       | 1 - 2 (0 - 1) | Jersey                                   | Camp Road, Freshwater rozhodčí: Chris Powell |
| Norsaq Lund Mathæussen 87'    |               | Craig Leitch 9' (pen.) Craig Russell 58' | Camp Road, Freshwater rozhodčí: Chris Powell |

|         |                     |        |  |
| Menorca | KONTUMOVÁNO (3 - 0) | Rhodos |  |
|         |                     |        |  |

### Skupina B
| Poř. | Stát              | Z | V | R | P | VG | OG | Rozdíl | B |
| ---- | ----------------- | - | - | - | - | -- | -- | ------ | - |
| 1    | Ostrov Wight      | 3 | 3 | 0 | 0 | 11 | 2  | +9     | 9 |
| 2    | Gibraltar         | 3 | 2 | 0 | 1 | 14 | 7  | +7     | 6 |
| 3    | Ynys Môn/Anglesey | 3 | 1 | 0 | 2 | 8  | 10 | -2     | 3 |
| 4    | Alderney          | 3 | 0 | 0 | 3 | 1  | 15 | −14    | 0 |

| 26. červen 2011 14:00 (UTC+3) |               |                                                                                     |                                                 |
| Alderney                      | 1 - 6 (0 - 4) | Gibraltar                                                                           | St. Georges Park, Newport rozhodčí: Justin Amey |
| Joshua McCulloch 64'          |               | Joseph Chipolina 12' Roy Chipolina 27', 29' Lee Casciaro 38', 50' Daniel Duarte 89' | St. Georges Park, Newport rozhodčí: Justin Amey |

| 26. červen 2011 19:30 (UTC+3)                                         |               |                   |                                                  |
| Ostrov Wight                                                          | 4 - 0 (1 - 0) | Ynys Môn/Anglesey | St. Georges Park, Newport rozhodčí: Keith Stroud |
| Ian Seabrook 13' Charlie Smeeton 48' Kyle Levrier 55' Scott Jones 65' |               |                   | St. Georges Park, Newport rozhodčí: Keith Stroud |

| 27. červen 2011 19:00 (UTC+3) |               |                                                                         |                                            |
| Alderney                      | 0 - 4 (0 - 3) | Ostrov Wight                                                            | Westwood Park, Cowes rozhodčí: Gary Sutton |
|                               |               | Ryan Woodford 8' Oliver Fleming 23' Charlie Smeeton 27' Tom Scovell 84' | Westwood Park, Cowes rozhodčí: Gary Sutton |

| 27. červen 2011 19:00 (UTC+3)                                  |               |                                                     |                        |
| Gibraltar                                                      | 6 - 3 (2 - 0) | Ynys Môn/Anglesey                                   | Vicarage Lane, Brading |
| Aaron Payas 7' Lee Casciaro 12', 90' Liam Walker 51', 56', 83' |               | Iwan Williams 62' Asa Thomas 66' Richard Hughes 89' | Vicarage Lane, Brading |

| 28. červen 2011 18:30 (UTC+3) |               |                                                                                            |                                                 |
| Alderney                      | 0 - 5 (0 - 2) | Ynys Môn/Anglesey                                                                          | Green Lane, Shanklin rozhodčí: James Linnington |
|                               |               | Edward Rhys Roberts 32' Richard Hughes 43' Darren Gowans 48' Alex Jones 63' Asa Thomas 79' | Green Lane, Shanklin rozhodčí: James Linnington |

| 28. červen 2011 19:00 (UTC+3)         |               |                                       |                                                  |
| Gibraltar                             | 2 - 3 (0 - 2) | Ostrov Wight                          | Beatrice Avenue, East Cowes rozhodčí: Gavin Ward |
| Yogan Santos 57' Joseph Chipolina 84' |               | Ian Seabrook 10', 49' Scott Jones 28' | Beatrice Avenue, East Cowes rozhodčí: Gavin Ward |

### Skupina C
| Poř. | Stát                | Z | V | R | P | VG | OG | Rozdíl | B |
| ---- | ------------------- | - | - | - | - | -- | -- | ------ | - |
| 1    | Guernsey            | 3 | 3 | 0 | 0 | 12 | 3  | +9     | 9 |
| 2    | Ostrov Man          | 3 | 2 | 0 | 1 | 11 | 4  | +7     | 6 |
| 3    | Gotland             | 3 | 1 | 0 | 2 | 10 | 10 | 0      | 3 |
| 4    | Falklandské ostrovy | 3 | 0 | 0 | 3 | 1  | 17 | −16    | 0 |

| 26. červen 2011 14:00 (UTC+3) |               |                                                        |                                           |
| Gotland                       | 2 - 4 (2 - 1) | Ostrov Man                                             | Westwood Park, Cowes rozhodčí: Gavin Ward |
| --'                           |               | Ciaran McNulty --', --' Nick Hurty --' Conor Doyle --' | Westwood Park, Cowes rozhodčí: Gavin Ward |

| 26. červen 2011 19:00 (UTC+3) |               |                     |                                               |
| Guernsey                      | 5 - 0 (1 - 0) | Falklandské ostrovy | Vicarage Lane, Brading rozhodčí: Chris Powell |
| --'                           |               |                     | Vicarage Lane, Brading rozhodčí: Chris Powell |

| 27. červen 2011 18:30 (UTC+3)                                                         |               |                     |                                              |
| Ostrov Man                                                                            | 6 - 0 (5 - 0) | Falklandské ostrovy | Highwood Lane, Rookley rozhodčí: Justin Amey |
| Daniel Bell 9' Sean Quaye 20' Lee Gale 24', 41' Calum Morrisey 44' Cairan McNulty 85' |               |                     | Highwood Lane, Rookley rozhodčí: Justin Amey |

| 27. červen 2011 19:00 (UTC+3)       |               |                                                            |                                                  |
| Gotland                             | 2 - 5 (1 - 2) | Guernsey                                                   | Camp Road, Freshwater rozhodčí: James Linnington |
| Tom Eneqvist 10' Joakim Persson 90' |               | Simon Tostevin 5', 24', 80' Kieran Mahon 65' Glen Dyer 88' | Camp Road, Freshwater rozhodčí: James Linnington |

| 28. červen 2011 14:00 (UTC+3)    |               |                 |                                                    |
| Guernsey                         | 2 - 1 (2 - 0) | Ostrov Man      | Beatrice Avenue, East Cowes rozhodčí: Keith Stroud |
| Dominic Heaume 11' Glen Dyer 27' |               | Conor Doyle 79' | Beatrice Avenue, East Cowes rozhodčí: Keith Stroud |

| 28. červen 2011 14:30 (UTC+3) |               | |                                              |
| Falklandské ostrovy           | 1 - 6 (0 - 3) | Gotland | Salters Road, Oakfield rozhodčí: Gary Sutton |
| Rafael Sotomayor 69'          |               | Gustav Söderberg 28' Daniel Biggs 40' (vl.), 52' (vl.) Peter Öhman 41' Jonathan Bogren 47' Kenneth Budin 59' | Salters Road, Oakfield rozhodčí: Gary Sutton |

### Skupina D
| Poř. | Stát           | Z | V | R | P | VG | OG | Rozdíl | B |
| ---- | -------------- | - | - | - | - | -- | -- | ------ | - |
| 1    | Alandy         | 2 | 1 | 1 | 0 | 5  | 3  | +2     | 4 |
| 2    | Saaremaa       | 2 | 1 | 1 | 0 | 5  | 3  | +2     | 4 |
| 3    | Vnější Hebridy | 2 | 0 | 0 | 2 | 0  | 4  | -4     | 0 |

- Alandy a Saaremaa zakončily skupinu s totožným počtem bodů, totožným skóre a nerozhodným vzájemným zápasem. O vítězi skupiny a zároveň i postupujícím rozhodl penaltový rozstřel mezi těmito týmy.

| 26. červen 2011 19:00 (UTC+3)                   |               |                                                |                                                      |
| Alandy                                          | 3 - 3 (2 - 2) | Saaremaa                                       | Beatrice Avenue, East Cowes rozhodčí: Brendan Malone |
| Peter Lundberg 39' Alexander Weckström 45', 71' |               | Martti Pukk 2' Elari Valmas 6' Sander Laht 73' | Beatrice Avenue, East Cowes rozhodčí: Brendan Malone |

| 27. červen 2011 14:00 (UTC+3) |               |                         |                                                  |
| Vnější Hebridy                | 0 - 2 (0 - 0) | Alandy                  | St. Georges Park, Newport rozhodčí: William Bull |
|                               |               | Peter Lundberg 57', 71' | St. Georges Park, Newport rozhodčí: William Bull |

| 28. červen 2011 11:30 (UTC+3)             |               |                |                                             |
| Saaremaa                                  | 2 - 0 (0 - 0) | Vnější Hebridy | Community Club, Cowes rozhodčí: Justin Amey |
| Thorwald-Eirik Kaljo 47' Elari Valmas 85' |               |                | Community Club, Cowes rozhodčí: Justin Amey |

#### Penaltový rozstřel o vítězství ve skupině
| 29. červen 2011 14:00 (UTC+3) |           |        |                        |
| Saaremaa                      | 3 - 4 PSO | Alandy | Highwood Lane, Rookley |
|                               |           |        | Highwood Lane, Rookley |

## Zápasy o umístění

### Zápas o 13. místo
| 30. červen 2011 18:30 (UTC+3) |               |                                                  |                                            |
| Alderney                      | 0 - 3 (0 - 1) | Falklandské ostrovy                              | Green Lane, Shanklin rozhodčí: Justin Amey |
|                               |               | Claudio Ross 40' Wayne Clement 55' Josh Peck 77' | Green Lane, Shanklin rozhodčí: Justin Amey |

### Zápas o 11. místo
| 30. červen 2011 14:00 (UTC+3) |               |                |                                            |
| Grónsko                       | 1 - 0 (0 - 0) | Vnější Hebridy | Green Lane, Shanklin rozhodčí: Daniel Cook |
| Anders H. Petersen 88'        |               |                | Green Lane, Shanklin rozhodčí: Daniel Cook |

### Zápas o 9. místo
| 30. červen 2011 19:00 (UTC+3) |               |                     |                                              |
| Gotland                       | 1 - 2 (0 - 2) | Ynys Môn/Anglesey   | Camp Road, Freshwater rozhodčí: Gary Parsons |
| Andreas Kraft 75'             |               | Asa Thomas 28', 33' | Camp Road, Freshwater rozhodčí: Gary Parsons |

### Zápas o 7. místo
| 30. červen 2011 11:30 (UTC+3)    |                         |                   |                                              |
| Ostrov Man                       | 2 - 2 (0 - 2) 1 - 3 PSO | Menorca           | Community Club, Cowes rozhodčí: William Bull |
| Conor Doyle 62' Adam Creegan 90' |                         | David Mas 9', 36' | Community Club, Cowes rozhodčí: William Bull |

### Zápas o 5. místo
| 30. červen 2011 19:00 (UTC+3) |               |                                                                        |                                                   |
| Saaremaa                      | 0 - 4 (0 - 3) | Gibraltar                                                              | Vicarage Lane, Brading rozhodčí: James Linnington |
|                               |               | Roy Chipolina 4' Joseph Chipolina 11' Liam Walker 45' Jeremy Lopez 61' | Vicarage Lane, Brading rozhodčí: James Linnington |

## Finálová fáze

### Pavouk
|  | Semifinále | Semifinále   | Semifinále |  |  | Finále      | Finále       | Finále      |
|  |            |              |            |  |  |             |              |             |
|  | 1A         | Jersey       | 0          |  |  |             |              |             |
|  | 1B         | Ostrov Wight | 1          |  |  |             |              |             |
|  |            |              |            |  |  | 1B          | Ostrov Wight | 4           |
|  |            |              |            |  |  | 1C          | Guernsey     | 2           |
|  | 1C         | Guernsey     | 3          |  |  |             |              |             |
|  | 1D         | Alandy       | 2          |  |  | Třetí místo | Třetí místo  | Třetí místo |
|  |            |              |            |  |  | 1A          | Jersey       | 5           |
|  |            |              |            |  |  | 1D          | Alandy       | 1           |

#### Semifinále
| 30. červen 2011 14:30 (UTC+3) |               |                |                                               |
| Jersey                        | 0 - 1 (0 - 0) | Ostrov Wight   | Westwood Park, Cowes rozhodčí: Brendan Malone |
|                               |               | John McKie 73' | Westwood Park, Cowes rozhodčí: Brendan Malone |

| 30. červen 2011 15:00 (UTC+3)                   |               |                         |                                              |
| Guernsey                                        | 3 - 2 (1 - 1) | Alandy                  | Vicarage Lane, Brading rozhodčí: Lee Probert |
| Dominic Heaume 20' Glen Dyer 47' Ross Allen 82' |               | Peter Lundberg 16', 62' | Vicarage Lane, Brading rozhodčí: Lee Probert |

#### Zápas o třetí místo
| 1. červenec 2011 10:30 (UTC+3)                                      |               |                      |                                              |
| Jersey                                                              | 5 - 1 (3 - 1) | Alandy               | Vicarage Lane, Brading rozhodčí: Gary Sutton |
| Luke Watson 40', 45' Lee Bradshaw 41' Jay Reid 55' Craig Leitch 87' |               | Samuel Fagerholm 45' | Vicarage Lane, Brading rozhodčí: Gary Sutton |

#### Finále
| 1. červenec 2011 15:00 (UTC+3)                                |                      |                                   |                                                  |
| Ostrov Wight                                                  | 4 - 2 (0 - 1) a.e.t. | Guernsey                          | St. Georges Park, Newport rozhodčí: Keith Stroud |
| Charlie Smeeton 62', 101' Ryan Woodford 64' Ian Seabrook 116' |                      | Ross Allen 5' Matthew Loaring 86' | St. Georges Park, Newport rozhodčí: Keith Stroud |

| Vítěz fotbalového turnaje mužů na Ostrovních hrách 2011 |
| ------------------------------------------------------- |
| Ostrov Wight 2. titul                                   |

## Konečné pořadí
| Poř.             | Tým                 | Z | V | R | P | VG | OG | +/- | B  |
| ---------------- | ------------------- | - | - | - | - | -- | -- | --- | -- |
| Zlatá medaile    | Ostrov Wight        | 5 | 5 | 0 | 0 | 16 | 4  | +12 | 15 |
| Stříbrná medaile | Guernsey            | 5 | 4 | 0 | 1 | 17 | 9  | +8  | 12 |
| Bronzová medaile | Jersey              | 5 | 4 | 0 | 1 | 11 | 3  | +8  | 12 |
| 4.               | Alandy              | 4 | 1 | 1 | 2 | 8  | 11 | -3  | 4  |
| 5.               | Gibraltar           | 4 | 3 | 0 | 1 | 18 | 7  | +11 | 9  |
| 6.               | Saaremaa            | 3 | 1 | 1 | 1 | 5  | 7  | -2  | 4  |
| 7.               | Menorca             | 3 | 1 | 1 | 1 | 5  | 6  | -1  | 4  |
| 8.               | Ostrov Man          | 4 | 2 | 1 | 1 | 13 | 6  | +7  | 7  |
| 9.               | Ynys Môn/Anglesey   | 4 | 2 | 0 | 2 | 10 | 11 | -1  | 6  |
| 10.              | Gotland             | 4 | 1 | 0 | 3 | 11 | 12 | -1  | 3  |
| 11.              | Grónsko             | 4 | 1 | 0 | 3 | 5  | 7  | -2  | 3  |
| 12.              | Vnější Hebridy      | 3 | 0 | 0 | 3 | 0  | 5  | -5  | 0  |
| 13.              | Falklandské ostrovy | 4 | 1 | 0 | 3 | 4  | 17 | -13 | 3  |
| 14.              | Alderney            | 4 | 0 | 0 | 4 | 1  | 18 | -17 | 0  |
| DSQ              | Rhodos              | 2 | 1 | 0 | 1 | 2  | 3  | -1  | 3  |